# Сюй Даоцзюэ
Сюй Даоцзюэ (кит. трад. 徐道觉, упр. 徐道覺, пиньинь Xú Dàojué, также Тао Чиу Сюй; 17 апреля 1917 — 9 июля 2003) — американский биолог китайского происхождения, специалист по цитологии. Был 13-м президентом Американского общества клеточной биологии и известен как «отец цитогенетики млекопитающих».

## Биография
Родился в Китае в городе Шаосин, провинция Чжэцзян. Учился в бакалавриате и аспирантуре в Колледже сельскохозяйственных наук Чжэцзянского университета. В 1948 году уехал в США и в 1951 году получил докторскую степень в Техасском университете в Остине. В начале 1950-х годов работал в лаборатории Чарльза Померата в медицинском отделении Техасского университета.
Сюй был президентом Американского общества клеточной биологии и более 30 лет работал в онкологическом центре им. М. Д. Андерсона (Онкологический центр им. М. Д. Андерсона). В 1996 году был удостоен награды UTMB GSBS Distinguished Alumnus Award. Он также является лауреатом премии Международного центра в Нью-Йорке за выдающиеся достижения. 
Умер в Хьюстоне, Техас, США.

## Научный вклад
С начала двадцатого века хромосомы, приготовленные на предметных стёклах микроскопа, образовывали сгустки, из-за чего их было чрезвычайно трудно различить. Хотя препараты затрудняли идентификацию отдельных хромосом, к 1920-м годам цитологи неизменно сообщали о диплоидном числе 48 хромосом человека. В апреле 1952 года Сюй открыл метод разделения слипшихся хромосом гипотоническим раствором, который позволил ему наблюдать каждую из них по отдельности. О правильном диплоидном числе хромосом человека (46) впервые сообщили три года спустя Джо Хин Чо и Альберт Леван.